# Cimitero di Araçá
Il cimitero di Araçá (in portoghese: Cemitério do Araçá) è uno dei maggiori luogo di sepoltura di San Paolo ed è uno dei cimiteri monumentali più importanti del Brasile.
Con una superficie di oltre 220.000 m², si estende tra i quartieri di Pinheiros e Pacaembu, nel distretto di Consolação. 

## Storia e descrizione
Il cimitero di Araçá nacque dall'esigenza della città di San Paolo di avere una nuova necropoli, in seguito al sovraffollamento del vicino cimitero della Consolazione. Inoltre, gli immigrati italiani, che proprio in quegli anni stavano aumentando in numero esponenziale, avevano la necessità di avere un luogo specifico per seppellire i loro morti, dato che il cimitero della Consolazione era utilizzato prevalentemente dalle famiglie tradizionali dell'élite paulistana, legata alla cultura del caffè.
Il cimitero fu aperto il 4 giugno 1887.
Se all'inizio era un'alternativa più economica per questo segmento emergente della popolazione, in seguito divenne un cimitero più elitario.
Il nome Araçá è stato scelto perché si trova sulla vecchia estrada do Araçá, oggi Avenida Doutor Arnaldo, il che potrebbe indicare che questo albero era comune nella zona.
All'interno del cimitero si trova il mausoleo della Polizia Militare dello Stato di San Paolo, dove riposano i resti degli agenti caduti in servizio.